# 1467
Năm 1467 là một năm trong lịch Julius.